# Stephen W. Attaway
Stephen Wayne Attaway (* 10. Februar 1960 in Leeds (Alabama); † 28. Februar 2019) war ein US-amerikanischer Bauingenieur, der sich mit Computersimulationen in der Mechanik befasste.
Attaway studierte Bauingenieurwesen am Georgia Institute of Technology, an dem er 1986 promoviert wurde. Er war seit Februar 1987 an den Sandia National Laboratories und wurde dort Senior Scientist.
Er befasste sich unter anderem mit numerischer Hydrodynamik (smoothed particle hydrodynamics), Parallelrechnen, Berechnung der Auswirkung von Explosionen auf Gebäude, Untersuchung der Belastung von Seilen im Bergsteigen bei Stürzen und Methoden zur Entsorgung von nuklearem Abfall.
2000 erhielt er den Sidney Fernbach Award für Pionierfortschritte in der Modellierung transienter dynamischer Phänomene, die Simulationen von bis dahin nicht dagewesener Größe und Genauigkeit ermöglichten.
Er war Fellow der American Society of Mechanical Engineers und der National Speleological Society.
Attaway war seit seiner Jugend in der Begehung von Höhlen aktiv und war auch schon mit seinem Vater an Rettungsaktionen in Höhlen beteiligt. Er war Rettungsleiter in der Bergrettung von Albuquerque und an zahlreichen Rettungsaktionen in der Wildnis New Mexicos beteiligt. Er stellte auch Juwelen her und schnitzte Gemmen und erfand dazu neue Techniken. Attaway war Mitglied des New Mexico Faceters Guild.
Attaway war seit 1984 mit Nancy Attaway verheiratet, die ebenfalls Schmuck entwarf und Gemmen herstellte.